# 中华人民共和国代理主席
中华人民共和国代理主席是一个中华人民共和国主席空缺时临时代理国家主席职务的职位。根据1982年的中华人民共和国第四部宪法：“中华人民共和国主席缺位的时候，由副主席继任主席的职位。中华人民共和国主席、副主席都缺位的时候，由全国人民代表大会补选；在补选以前，由全国人民代表大会常务委员会委员长暂时代理主席职位。”到目前为止只有董必武担任过“代理主席”一职。

## 历史
1959年4月第二届全国人民代表大会，董必武与宋庆龄一起当选中华人民共和国副主席。此后董必武不再谈论政法事宜，而是谈“农村要积极地推广利用沼气”之类的话题。在公开发表的诗作中，董必武勉励妻子何连芝学习毛泽东著作“用之不尽保终身”，勉励儿子“毛选诸篇读尚勤”。文化大革命期间，担任中华人民共和国主席的刘少奇被打倒后，主席一职长期空缺，其后因毛泽东意图修宪废除国家主席，而爆发“中华人民共和国主席存废之争”。九一三事件之后，身为国家副主席的董必武被宣布为“中华人民共和国代主席”，但未经任何法律程序任命。1975年1月，第四届全国人民代表大会通过新的《中华人民共和国宪法》（七五宪法），国家主席和副主席职务被正式废除，董必武当选第四屆全国人民代表大会常务委员会副委员长，直至病逝。

## 继任列表
依据当今中共中央党内排名，出现中华人民共和国主席缺位时，推断的代理继任顺序如下：
| 顺序 | 职务                                       | 现任            | 肖像 | 政党                 | 党内职务                                                                     | 历任职务                                                                                               |
| ---- | ------------------------------------------ | --------------- | ---- | -------------------- | ---------------------------------------------------------------------------- | --- |
| 1    | 国家副主席                                 | 韩正            |      | 中国共产党           | 中央外事工作委员会委员                                                       | 中共中央政治局常委 副总理                                                                              |
| 2    | 全国人大常委会委员长                       | 赵乐际          |      | 中国共产党           | 中共中央政治局常委 中共中央国家安全委员会副主席 中央全面依法治国委员会副主任 | 中共中央纪律检查委员会书记                                                                             |
| 3    | 全国人大常委会副委员长（因排名第一位推断） | 李鸿忠          |      | 中国共产党           | 中国共产党中央政治局委员                                                     | 中国共产党天津市委员会书记，中国共产党湖北省委员会书记、湖北省人民政府省长，中国共产党深圳市委员会书记 |
| 4-16 | 全国人大常委会副委员长（其他副委员长）     | 王东明          |      | 中国共产党           | 中共中央委员 全国人大常委会党组成员                                          | 中华全国总工会主席                                                                                     |
| 4-16 | 全国人大常委会副委员长（其他副委员长）     | 肖捷            |      | 中国共产党           | 中共中央委员 全国人大常委会党组成员                                          | 国务院秘书长 国务委员                                                                                  |
| 4-16 | 全国人大常委会副委员长（其他副委员长）     | 铁凝            |      | 中国共产党           | 中共中央委员 全国人大常委会党组成员                                          | 中国文学艺术界联合会主席 中国作家协会主席                                                              |
| 4-16 | 全国人大常委会副委员长（其他副委员长）     | 张庆伟          |      | 中国共产党           | 中共中央委员 全国人大常委会党组成员                                          | 中国共产党湖南省委员会书记                                                                             |
| 4-16 | 全国人大常委会副委员长（其他副委员长）     | 彭清华          |      | 中国共产党           | 全国人大常委会党组成员                                                       | 全国人民代表大会农业与农村委员会副主任委员 中国共产党四川省委员会书记                                  |
| 4-16 | 全国人大常委会副委员长（其他副委员长）     | 洛桑江村        |      | 中国共产党           | 全国人大常委会党组成员                                                       | 西藏自治区人大常委会主任 西藏自治区人民政府主席                                                        |
| 4-16 | 全国人大常委会副委员长（其他副委员长）     | 雪克来提·扎克尔 |      | 中国共产党           | 全国人大常委会党组成员                                                       | 全国人民代表大会民族委员会副主任委员                                                                   |
| 4-16 | 全国人大常委会副委员长（其他副委员长）     | 郑建邦          |      | 中国国民党革命委员会 | 中国国民党革命委员会中央主席                                                 | |
| 4-16 | 全国人大常委会副委员长（其他副委员长）     | 丁仲礼          |      | 中国民主同盟         | 中国民主同盟中央主席                                                         | |
| 4-16 | 全国人大常委会副委员长（其他副委员长）     | 郝明金          |      | 中国民主建国会       | 中国民主建国会中央主席                                                       | |
| 4-16 | 全国人大常委会副委员长（其他副委员长）     | 蔡达峰          |      | 中國民主促進會       | 中国民主促进会中央主席                                                       | |
| 4-16 | 全国人大常委会副委员长（其他副委员长）     | 何维            |      | 中国农工民主党       | 中国农工民主党中央主席                                                       | |
| 4-16 | 全国人大常委会副委员长（其他副委员长）     | 武维华          |      | 九三學社             | 九三学社中央主席                                                             | |